# Novohnide, Sînelnîkove
Novohnide (în ucraineană Новогніде) este localitatea de reședință a comunei Novohnide din raionul Sînelnîkove, regiunea Dnipropetrovsk, Ucraina.

## Demografie
Componența lingvistică a localității Novohnide
     Ucraineană (73,51%)
     Rusă (25,45%)
     Alte limbi (0,91%)
Conform recensământului din 2001, majoritatea populației localității Novohnide era vorbitoare de ucraineană (73,51%), existând în minoritate și vorbitori de rusă (25,45%).